# Ylva Ivarsson
Ylva Ivarsson, född 10 november 1964, är en svensk bågskytt. Hon deltog vid olympiska sommarspelen 1984.